# Hratch Zadourian
Hratch Zadourian (em árabe: هراتش زادوريان; nascido em 25 de março de 1969) é um ex-ciclista libanês que representou seu país nos Jogos Olímpicos de Verão de 1988 no individual.